# Borsody István
Borsody István (Eperjes, 1911. szeptember 16. – Boston, 2000. október 17.) újságíró, történész, egyetemi oktató.

## Élete
1934-ben fejezte be jogi tanulmányait a prágai Károly Egyetemen. Az 1930-as évek második felétől a Prágai Magyar Hírlap budapesti tudósítója volt.
A második világháború után a washingtoni magyar nagykövetség sajtóattaséja. 1947-ben emigrált. Többekkel létrehozták a Látóhatár Baráti Társaságot, és 1950-1951-ben első felelős szerkesztője volt az Új Látóhatárnak. 1953–1977 között a Pittsburghi Egyetemen oktatott történelmet.
Újságíróként a szlovákiai magyarok problémáival és a csehszlovák–magyar kiegyezés lehetőségeinek kérdéseivel foglalkozott.

## Családja
1939-ben vette feleségül Herczka Saroltát. Három lányuk született: Éva, Hanna és Kate.

## Művei
- 1937 Magyar olvasó Szlovenszkón. In: Szlovenszkói magyar írók antológiája IV. Nyitra.
- 1938 Magyarok Csehszlovákiában 1918–1938 (szerk.)
- A magyar-szlovák kérdés alapvonalai; szerzői, Bp., 1939
- 1939/ 1996 Eperjes – időszerű városkép. In: Filep Tamás Gusztáv - Szőke Edit (összeáll.): A tölgyerdőre épült város - Felföldi tájak, városok. Dunaszerdahely, 72-79.
- 1939 A magyar-szlovák kérdés. In: A visszatért Felvidék adattára. Budapest.
- Beneš; Athenaeum, Bp., 1943
- Magyar-szlovák kiegyezés. A cseh-szlovák-magyar viszony utolsó száz éve; Officina, Bp., 1945 (Magyarország új hangja)
- Liberation and union. The future of Danubian Federation and the Atlantic Union. Symposium. Letter from Iron Curtainland; szerk. Borsody István, bev. Clarence Streit; Freedom and Union, Washington, 1952
- The triumph of tyranny. The Nazi and Soviet conquest of Central Europe; Cape, London, 1960
- Division and reunion. Problems of peace and federalism in Central Europe; Czechoslovak-Polish Research Committee, Jackson Heights, 1964
- The tragedy of Central Europe: Nazi an Soviet conquest and aftermath; jav. kiad.; Yale University, New Haven, 1980 (Yale Russian and East European publications)
- A magyar kisebbség állapotáról. Szlovákiai jelentés; bev. Borsody István; Magyar Füzetek, Párizs, 1982 (Magyar Füzetek könyvei)
- The Hungarians: a divided nation; szerk. Borsody István; Yale Center for International and Area Studies, New Haven, 1988 (Yale Russian and East European publications)
- Borsody István válogatott írásai. Európai évek. 1935-1945; sajtó alá rend. Kenedi János, előszó Litván György; Századvég, Bp., 1991
- The new Central Europe; East European Monographs–Columbia University Press, Boulder–New York, 1993 (East European monographs)
- Az új Közép-Európa. Két világháború és ami utána következett (The new Central Europe); angolból ford., szerk., tan. Miszlivetz Ferenc; Savaria University Press, Szombathely, 1998
- Amerikai évek. Egy magyar federalista írásaiból; előszó Borbándi Gyula; Osiris, Bp., 2000
- Beneš; hasonmás kiad. (1943); Savaria University Press, Szombathely, 2001
- Magyarok Csehszlovákiában, 1918-1938; szerk. Borsody István; Méry Ratio, Somorja, 2002